# Kartuizerinnenstraat
De Kartuizerinnenstraat is een straat in Brugge.

## Beschrijving
Deze zijstraat van de Oude Burg heette ser Gillis Dopstraat, naar de in 1274 overleden Gillis Dop die er had gewoond. Een andere voorname inwoner, na hem, was Pieter Lanchals.
Na 1500 namen de zusters kartuizerinnen er hun intrek als refugehuis. Hun klooster genaamd Sint-Anna-ter-Woestyne bevond zich in Sint-Andries. Nadat het in 1578 door de Geuzen vernield was, kwamen de zusters zich definitief in de stad vestigen. Ze gaven hun naam aan de straat. De kloostergemeenschap werd afgeschaft in 1782.
In 1607 bouwden de zusters een klooster met kerk. De kerk bestaat nog steeds en heeft de functie van memoriaalkerk voor de gesneuvelden van beide wereldoorlogen. Het kloostergebouw zelf, gelegen langs de Dijver, werd eveneens bewaard en diende tot in 1892 als kliniek voor ongeneeslijke zieken, bestuurd door de Zusters van Liefde van Jezus en Maria. Vervolgens werden er de kantoren gevestigd van de Burgerlijke Godshuizen en de Armenkamer, later Commissie van Openbare Onderstand, later Openbaar Centrum voor Maatschappelijk Welzijn. Vanaf 2010 is er de centrale afdeling van de Brugse politie gehuisvest.

## Bekende bewoner
- Pieter Lanchals

## Oorlogsmonument
Ten aanzien van het groot aantal militaire en burgerlijke slachtoffers van de Eerste Wereldoorlog besliste de stad Brugge om aan de kapel van het vroegere kartuizerinnenklooster de naam Militaire kapel te geven en het als mausoleum ter nagedachtenis van de oorlogsslachtoffers in te richten.
In de crypte van de kapel, afzonderlijk bereikbaar vanaf de straat, werd een graftombe geplaatst, met het stoffelijk overschot van een onbekende soldaat, als herinnering aan alle gesneuvelden.
Tegen de buitenmuur van de kapel werden grote stenen borden geplaatst waarop de namen staan gebeiteld van alle Brugse slachtoffers van de Eerste Wereldoorlog. Na de Tweede Wereldoorlog werden bijkomende borden geplaatst met daarop de namen van de nieuwe slachtoffers.
In 1929-1930 werd aan de ingang van de straat, kant Oude Burg, een herinneringsboog geplaatst, naar een ontwerp van Jules Fonteyne. De boog dient als ingang tot het mausoleum voor de oorlogsslachtoffers en herdenkt tevens het eerste eeuwfeest van het Belgisch koninkrijk.

## Galerie

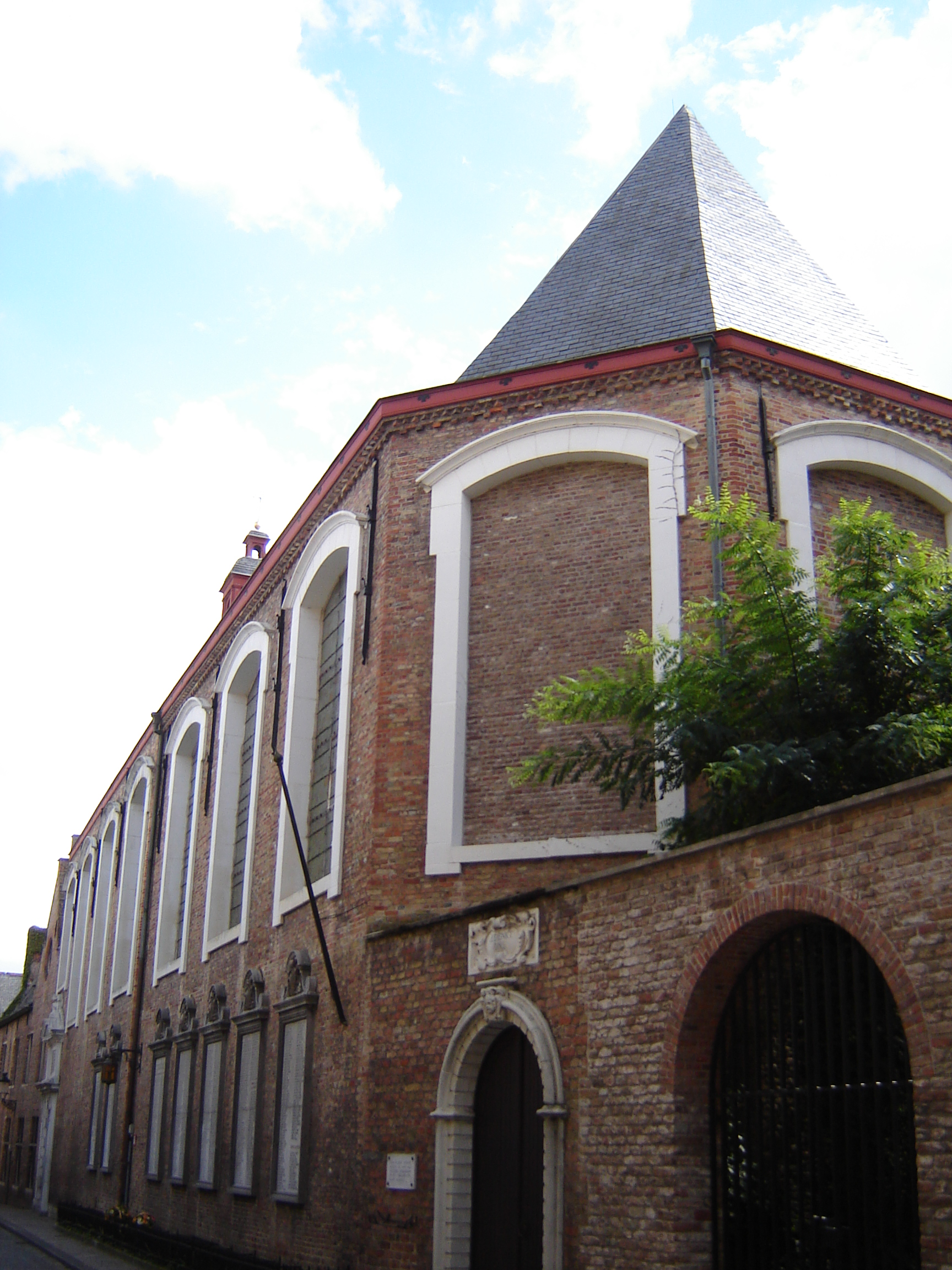
De Kartuizerinnenkerk in de Kartuizerinnenstraat.
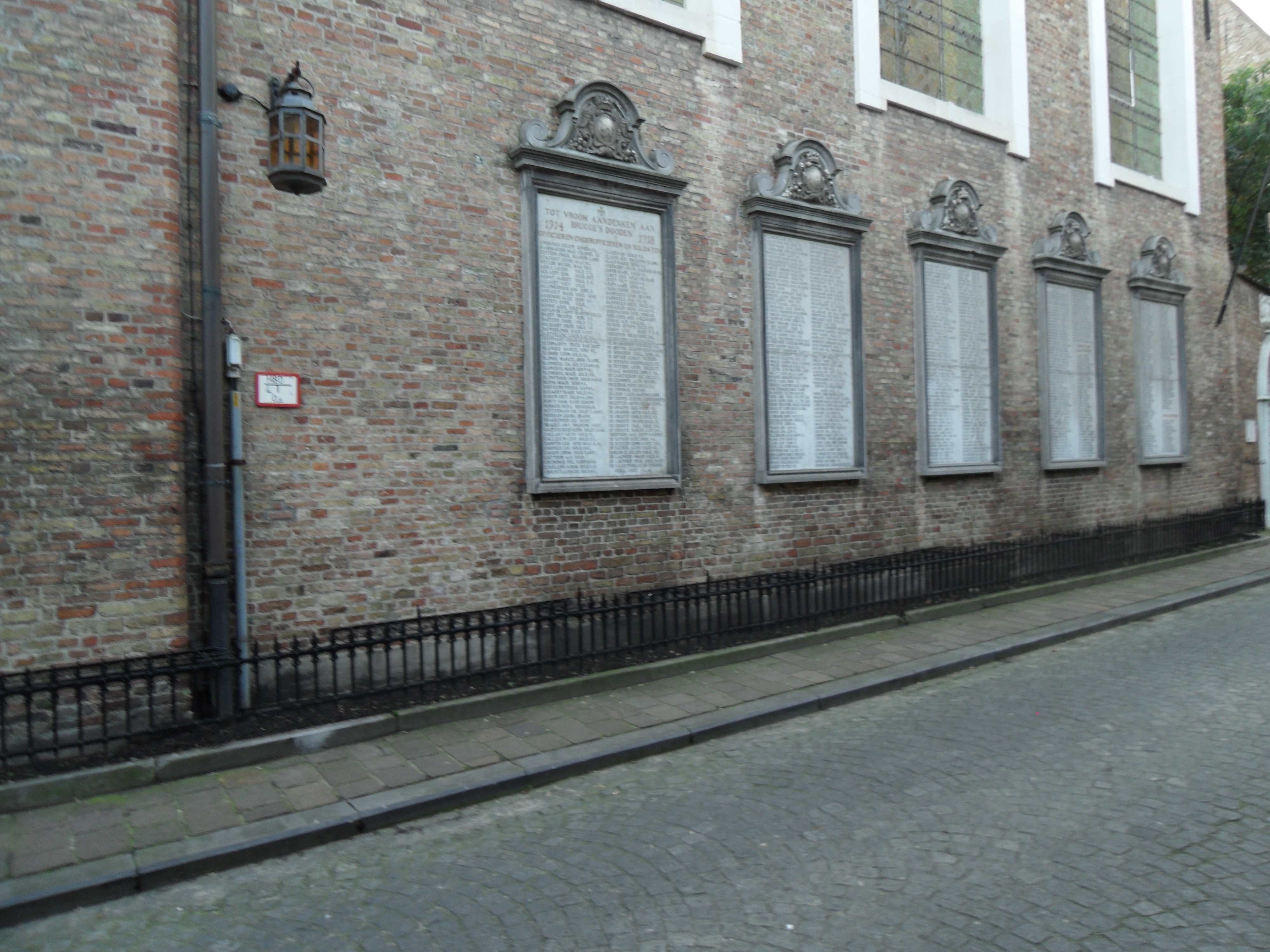
Kartuizerinnenstraat. Monument voor alle Brugse gesneuvelden en oorlogsslachtoffers 1914-1918.
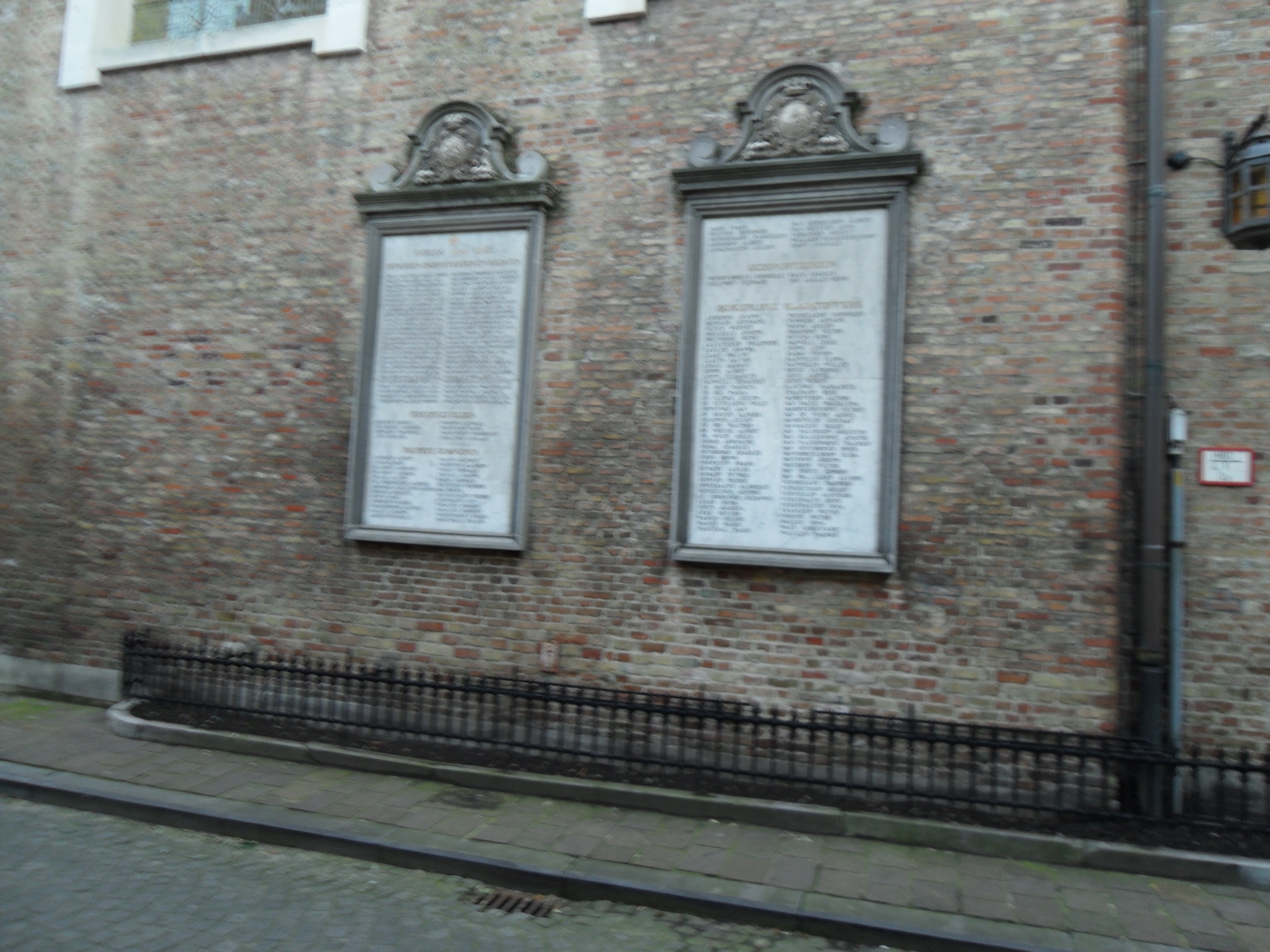
Kartuizerinnenstraat. Monument voor alle Brugse gesneuvelden en oorlogsslachtoffers 1940-1945.